# Гроссман, Остин
О́стин Гро́ссман (англ. Austin Grossman; род. 26 июня 1969, Конкорд, Массачусетс, США) — американский писатель, сценарист и геймдизайнер, известный работой в газете The New York Times и компаниях-разработчиках видеоигр. 

## Биография
Остин — брат-близнец писателя Льва Гроссмана, брат скульптора Батшебы Гроссман, сын поэта Аллена Гроссмана и писательницы Джудит Гроссман.
Окончил Гарвардский университет и сейчас является магистрантом Калифорнийского университета в Беркли по специальности «английская литература».
Гроссман написал роман «Скоро я буду непобедим», выпущенный издательством Pantheon Books в 2007 году.

## Карьера
Свою карьеру в игровой индустрии Гроссман начал по объявлению в газете The Boston Globe в мае 1992 года, в компании Looking Glass Studios. Впоследствии он работал в компаниях DreamWorks Interactive, отделении Ion Storm в Остине и Crystal Dynamics. Он участвовал в разработке таких игр, как:
- Ultima Underworld II: Labyrinth of Worlds[англ.] (1993, главный сценарист)
- System Shock (1994, дизайнер, актёр)
- Flight Unlimited[англ.] (1995)
- Terra Nova: Strike Force Centauri[англ.] (1996)
- Jurassic Park: Trespasser (1998, ведущий дизайнер, сценарист)
- Deus Ex (2000, сценарист)
- Clive Barker's Undying (2001)
- Battle Realms (2001)
- Thief: Deadly Shadows (2004)
- Tomb Raider: Legend (2006)
- Frontlines: Fuel of War (2008)
- Dishonored (2012)
- Dishonored 2 (2016)